# IDisk
iDisk（アイディスク）とは、かつてAppleの有料オンラインサービス"MobileMe（旧".Mac"）"で提供されていた、オンラインストレージ。プロトコルにWebDAV（当初はAFP over TCP）を用いており、Mac OSのFinderを使って、ローカルディスクと同じようにファイルの移動や削除が行える他、パスワードを設定して共有フォルダとしても使える。Windowsでも、ブラウザ経由や「iDisk Utility for Windows」を用いることで、ファイルのアップロード・ダウンロードができる。
最初"MobileMe"は「iTools」と言う名称の無料サービスとして2000年1月に始められたが、2002年7月に有料化された。
iDiskの容量は電子メール (IMAP, POP, Web) と供用になっており、設定で容量の比率を変更できる。また、有料でストレージ容量を追加することができる。
2012年6月30日、AppleはiCloud移行にともない、iDiskのサービスを終了した。しかし同様の同社によるオンラインストレージサービスは、iCloud Driveが2014年に開始されるまで存在しなかった。

## 歴史
- 2000年1月 - iToolsスタート。iDiskの容量は25MB。
- 2002年7月18日 - ".Mac"有料化。容量が"100MB"に拡張。
- 2004年9月30日 - サービス改訂。容量が"250MB"（追加で最大1GB）に。
- 2005年9月20日 - サービス改訂。容量が"1GB"（追加で最大4GB）に。
- 2007年8月7日 - サービス改訂。容量が"10GB"（追加で最大20GB）に。
- 2008年7月11日 - サービス改訂。容量が"20GB"（追加で最大60GB）に。